# Le Sauveur Emmanuel et les Anges
Le Sauveur Emmanuel et les Anges ou Le Sauveur Emmanuel et les Archanges est une icône russe pré-mongole. Elle est réalisée au XIIe siècle sous forme d'une déisis en buste du Sauveur Emmanuel entouré de l'archange Michel et de l'archange Gabriel. Actuellement elle est conservée à la galerie Tretiakov à Moscou.

## Histoire
L'icône date de la moitié du XIIe siècle selon Valentina Antonova et Nadejda Mniova, ou, selon Victor Lazarev, de la fin de ce siècle. Suivant ce dernier, elle aurait pu être peinte par les artistes qui travaillaient à la cathédrale Saint-Dimitri à Vladimir à l'invitation de Vsevolod III Vladimirski dit le Grand Nid. C'est également l'avis de l'historienne Véra Traimond qui observe la parenté entre les visages de la déisis et ceux de la grande et de la petite voûte de la cathédrale Saint-Dimitri de Vladimir. L'historienne d'art Galina Kolpakova date, quant à elle, cette icône du dernier tiers du XIIe siècle, liant sa provenance à la Rus' de Vladimir. Kolpakova remarque que les dimensions de l'icône correspondent parfaitement à celles de la jertvennik de l'église de l'Intercession-de-la-Vierge sur la Nerl. Les dimensions tout à fait inhabituelles c'est-à-dire très larges et peu élevées en hauteur permettent encore de supposer que ce serait plutôt un élément de clôture d'autel, à une époque où les iconostases n'existaient pas encore. Selon Valentina Antonova par contre, le lieu d'origine de l'icône serait Veliki Novgorod.
En 1518, l'icône est envoyée à Moscou pour être rénovée et puis on l'y laissa dans la cathédrale de la Dormition où elle est installée au-dessus des portes de l'iconostase menant au jertvennik au nord de l'édifice. Elle aboutit finalement à la galerie Tretiakov après un passage au Palais des Armures de Moscou en 1936.

## Iconographie
L'icône représente une déisis en buste sur laquelle le Sauveur-Emmanuel, entouré d'archanges aux visages impassibles, légèrement inclinés vers lui : l'archange Gabriel (vêtu d'un chiton bleu et d'un himation rose-lilas) et l'archange Mikhaïl (habillé d'un chiton rose-lilas et d'un himation bleu foncé). Jésus-Christ est vêtu de vêtements ocres et d'un chiton souligné d'assists dorés. La carnation du visage du Christ est plus claire que celle du visage des archanges. L'harmonie entre les coloris lilas, roses, bleu, or, ocre est exquise. 
L'académicien Victor Lazarev observe que « Ces très beaux et très gracieux visages d'anges expriment une profonde tristesse.
Ils semblent suggérés par l'image de Notre-Dame de Vladimir ». 
Selon lui cette icône du Sauveur-Emmanuel et des anges représentent une des plus anciennes traces de l'art byzantin dans l'iconographie russe du XIIe siècle. Le raffinement des traits de ces personnages les rapproche des meilleurs œuvres byzantines remarque, quant à elle, Véra Traimond. Mais, en même temps, ils sont proches des visages de l'Annonciation d'Oustioug, ce qui rapproche l'icône de l'école de Novgorod et, quant à sa datation, du milieu du XIIe siècle conclut l'historienne. 
Les anges sont disposés symétriquement de part et d'autre du Sauveur. Le calme et l'atmosphère spirituelle résulte en partie de cette disposition. Les visages, et surtout celui du Christ, frappent par leur douceur. Leurs traits sont fins, et leur expression sereine.      
L'icône n'a pas conservé son fond original doré (il n'est intact qu'au-dessus des épaules des archanges) ni les nimbes roses, dont des fragments sont cependant conservés autour des têtes des anges.

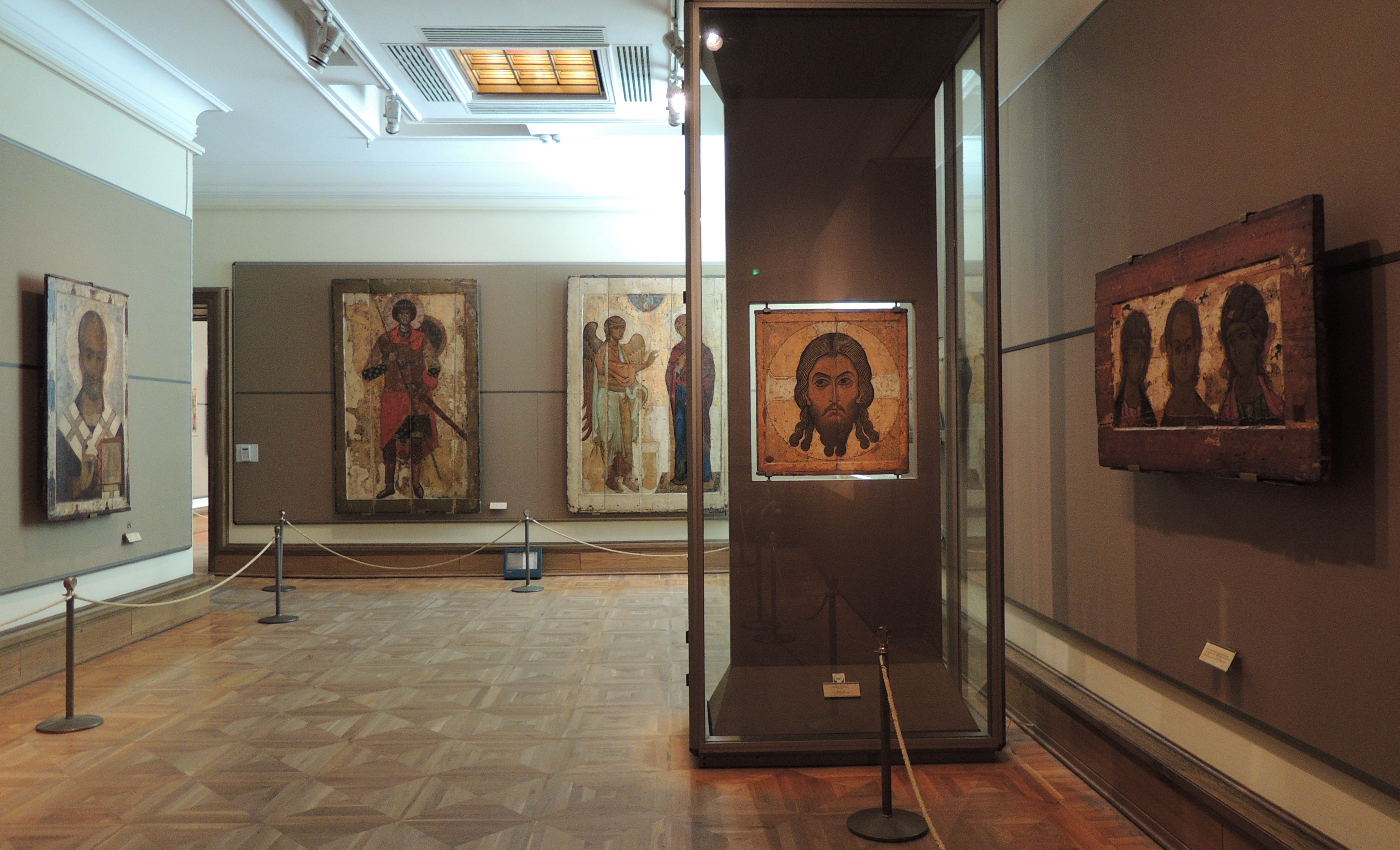
Hall N55. L'icône sur le mur droit. Galerie Tretiakov

Les polés de l'icône sont garnis d'emplacements entaillés pour mieux fixer le levkas, dont la trace a disparu. Il faut supposer que les polés ont été garnis à l'origine d'oklads en argent. Dans le coin inférieur gauche de l'icône le polé est marqué du sceau rouge de la cathédrale de la Dormition du Kremlin.
L'icône est réalisée sur une doska en bois de tilleul se composant de trois parties. La doska est creusée d'un kovtcheg renforcé par des chponkas verticaux.